# Hydrozetes nymphoides
Hydrozetes nymphoides är en kvalsterart som först beskrevs av Herbert Habeeb 1982.  Hydrozetes nymphoides ingår i släktet Hydrozetes och familjen Hydrozetidae. Inga underarter finns listade i Catalogue of Life.